# 大鴉洲
大鴉洲（英語：Tai A Chau），又稱南索罟島，是香港島嶼，為新界大嶼山西南部對外的索罟群島的主島，面積達1.20平方公里。

## 歷史
古時該島附近是蜑家出沒的範圍。在清朝嘉慶年間（18世紀11年代）索罟群島是張保仔海盜的據點，直至1810年，張保仔接受了清朝招安，該島才恢復有人居住，鑿井開耕，居民主要來自寶安鹽田。由於索罟群島為處香港邊陲，常有土匪、私梟在島上藏匿。1960年，島上只有16間平房，住有超過100名村民，以楊姓和吳姓較多，其餘村民姓梁、廖、李、謝等等。
大鴉洲居民主要分居於上下村，上村位於南山北麓；下村位於東西灣之間。大鴉洲的陸上居民以務農和養豬為生，還有數百名蜑戶居於海灣內，以捕魚為生。大鴉洲的農產品大多都是售到長洲墟市。在1960年代中，大鴉洲村民合購了一艘摩打船，用作載人和載貨到長洲，每周只有一班。
1959年，大小鴉洲村民於大鴉洲開辦「大小鴉洲公立學校」，小鴉洲的學童可乘帆船到大鴉洲上課，亦設有宿舍方便蜑家子弟寄宿。學生小學畢業後，需到長洲或市區升讀中學。1961年5月17日，港督柏立基爵士曾巡視大鴉洲，並與村代表留影。
1973年，英軍為大鴉洲村民把上村村前的禾田改為漁塘，以增加村民收入。1975年，島上有十多戶人家，村民共約150人。大部份年青一代已到長洲工作或到外地發展，只有約50名年長村民長留在沒有的電力供應的島上繼續生活，養豬養魚。1978年，因大鴉洲船隻日久殘舊，新界民政署資助村民購得一隻新船，令街渡增加服務至每日一班，前往長洲仍需50分鐘。1970年代，大鴉洲有超過220名村民。
1980年，香港置地與Brasenore Investment Ltd.合組財團，以約500萬港元作價收購島上私人土地，計劃發展渡假村。大鴉洲大部份村民於同年遷離，並到長洲購置新居。

### 越南船民羈留中心
為了應付香港越南船民問題，香港政府於1989年在大鴉洲飛機頂以南的平地上建立了一座越南船民羈留中心，用以收容約5,000名越南船民。1989年8月27日早上，該處發生船民暴動，逾千名船民襲擊50名當值警務人員，警員一度撤離，水警派出百多名防暴隊鎮壓，警方共施放四十一發催淚彈，拘捕1名船民，事件造成當中21名警務人員、2名警長及4名船民受傷。時至翌日，警察成功收復全島。至1996年9月，該處關閉。

### 液化天然氣接收站
2006年，在香港電燈佔3%權益的廣東大鵬液化天然氣接收站開始向香港（包括南丫發電廠）輸氣後，中華電力建議在大鴉洲興建液化天然氣接收站，項目包括容量逾200公噸的液化天然氣儲存缸、連接大鴉洲至龍鼓灘發電廠的供氣管道、海底電纜及輸水管等。最後，該計劃在2008年放棄，而中電改為與英國天然氣合作在內地興建液化天然氣接收站。。
2015年3月，大嶼山發展諮詢委員會討論南大嶼山的康樂及旅遊發展，包括初步研究在長沙及索罟群島大鴉洲發展水療及消閒度假村的可行性，擬定一個附合環境保護原則及商業上可行的水療度假村發展計劃。同年4月，發展局副局長馬紹祥透露，有關部門正考慮在該處引入市集，以中型規模的模式發展，期望將大嶼山打造為香港人的旅遊首選地點。
2022年6月30日，南大嶼海岸公園成立，範圍包括索罟群島和鄰近水域。

## 軼事

### 人蛇被棄孤島
2014年9月，7名孟加拉非法入境者由中國大陸乘船偷渡來到香港，被「蛇頭」送往大鴉洲。眾人登陸後才發覺是孤島，最後以手提電話身處中國大陸的友人求助，友人再致電予香港警察求助。同月6日中午，水警總區派遣人員登島救援，其後再將他們拘捕。

### 銷毀煙花
2014年香港慶祝中華人民共和國國慶煙花匯演取消，至同月14日，近24,000枚、價值6百萬港元的煙花被罕有地由危險品運輸船隻運往大鴉洲銷毀，歷時11小時，島上多次發生爆炸，璀璨煙花變為蘑菇雲，過程中更有火舌濺出，燃着草木引起山火，一度出現火龍，需要消防人員到場滅火。
2018年2月17日，香港賀歲煙花匯演取消，至17日上午，近28,999枚的煙花由危險品運輸船隻運往大鴉洲銷毀。

### 防暴演习
2023年2月香港自由新闻报道，警务处在岛上举行防暴演习，並在岛上留下过百枚催泪和其他防暴武器的弹壳。大鸦州此时已被政府纳入南大屿海岸公园。警方事后表示在大鸦州进行恒常训练，並会尽力清理演习后的弹药碎片。

## 相關參見
- 小鴉洲